# Craugastor augusti
Espèce
Synonymes
- Hylodes augusti Dugès in Brocchi, 1879
- Eleutherodactylus augusti (Dugès, 1879)
- Lithodytes latrans Cope, 1880
- Eleutherodactylus cactorum Taylor, 1939
- Eleutherodactylus bolivari Taylor, 1942
- Eleutherodactylus augusti fuscofemora Zweifel, 1956

Statut de conservation UICN

 LC  : Préoccupation mineure
Craugastor augusti est une espèce d'amphibiens de la famille des Craugastoridae.

## Répartition
Cette espèce se rencontre :
- aux États-Unis en Arizona, au Nouveau-Mexique et au Texas,
- au Mexique du Sonora à l'Oaxaca.

## Étymologie
Cette espèce est nommée en l'honneur d'Auguste Duméril.

## Publication originale
- Brocchi, 1879 : Sur divers batraciens anoures de l'Amérique Centrale. Bulletin de la Société Philomatique de Paris, sér. 7, vol. 3, p. 19-24 (texte intégral).